# Вазописець Перріша
Вазописець Перріша (нім. Parrish-Maler, англ. Parrish Painter) — анонімний давньогрецький вазописець, працював у Капуї в IV столітті до н. е. у червонофігурній техніці. Відомий своєю майстернею кампанського вазопису.
Одна з шийних амфор Вазописця Періша нині зберігається у Бостонському музеї, у Британському музеї експонується дзоноподібний кратер його роботи Відомі також кілька лекіфів із зображеннями сатирів, приписуваних авторству майстрів школи Вазописця Перріша. Ці вази датовані періодом близько 350–340 років до н. е.